# Церква Ліето
Церква Ліето (фін. Liedon kirkko, швед. Lundo kyrka), також церква Святого Петра (фін. Pyhän Pietarin kirkko) — середньовічна церква з сірого каменю (фін. Harmaakivi), розташована в Ліето, Фінляндія.

## Історія
Кам'яна церква, збудована, ймовірно, у 1470–1480-х роках у долині річки Аурайокі. Церква присвячена Святому Петру. Це найпростіший тип сіро-кам'яної церкви на південному заході Фінляндії; при її будівництві використано дуже мало цегли.
Прямокутна нава з трьома нефами має ризницю з північного боку та збройову палату з південного боку, на захід від центральної осі. У 1902 році до костелу прибудували хор з червоної цегли в стилі неоготики.
Ееро Ярнефельт написав вівтарний образ «Христос і грішниця» у 1908 році.
У 1972 році реставровано розписи. На початку 1970-х рр. відреставровано церковні лави, амвон і вівтарні огорожі. Інтер'єр розробив архітектор Піркко Стенрос, а текстиль — Вуокко Нурмесніемі.
Сучасну дзвіницю побудував у 1766 році церковний майстер Мікаель Бломгрен. Її основа зроблена з сірого каменю, а дах має форму дзвону. На вершині дзвіниці є три дзвони різних розмірів. Два з них — від 1734, 1765 і 1795 років — досі використовуються. Розбитий центральний дзвін замінили у 2005 році. Старий знятий дзвін тепер розміщений на подвір'ї церкви біля входу до зали для зброї. У 1984 році дзвони електрифіковано.
Церковний парк оточений кам'яною стіною та парканом із ялини з кам'яними воротами, що датуються 1816 роком.

## Галерея

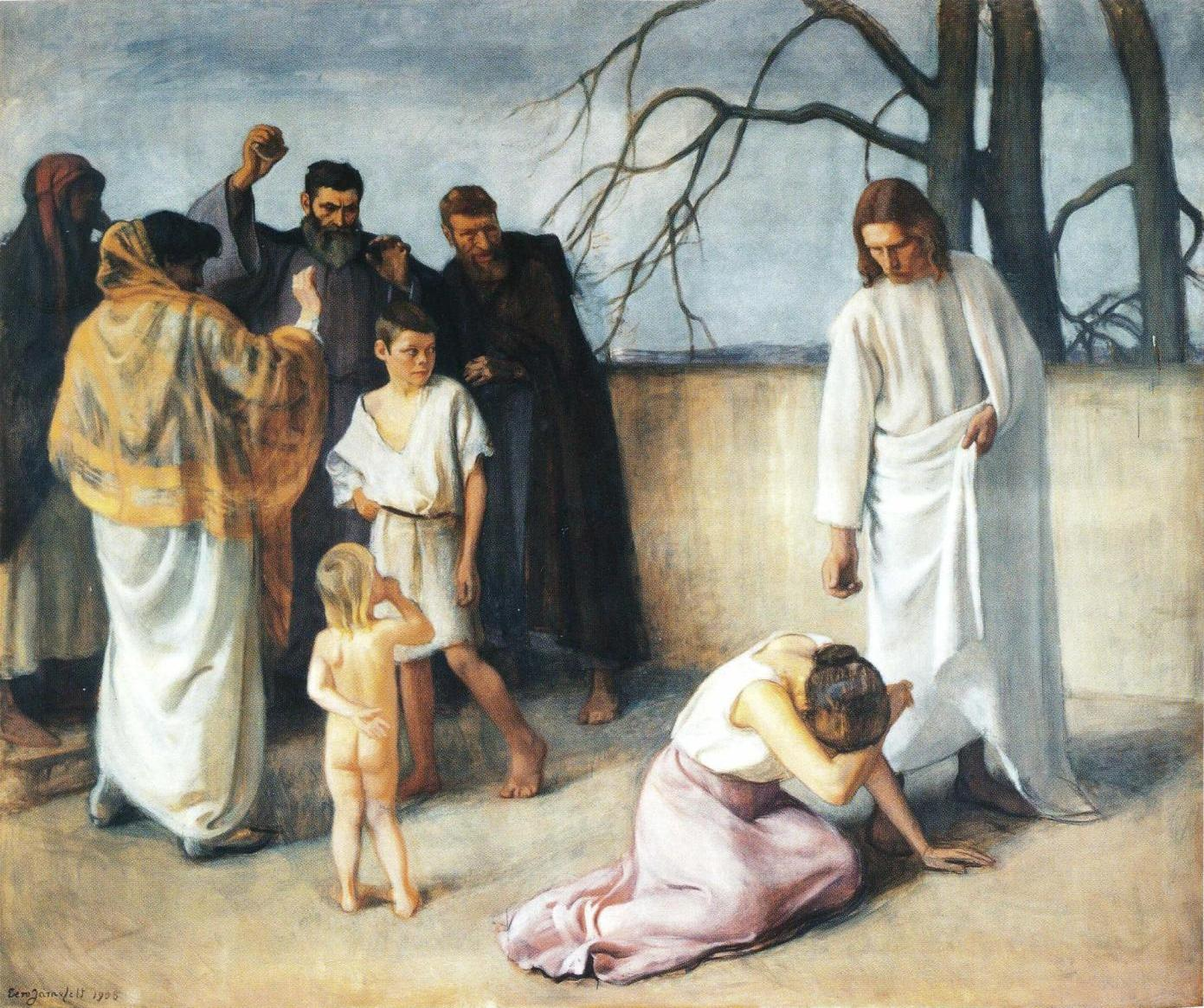
Вівтарний образ «Христос і грішниця», який намалював Ееро Ярнефельт
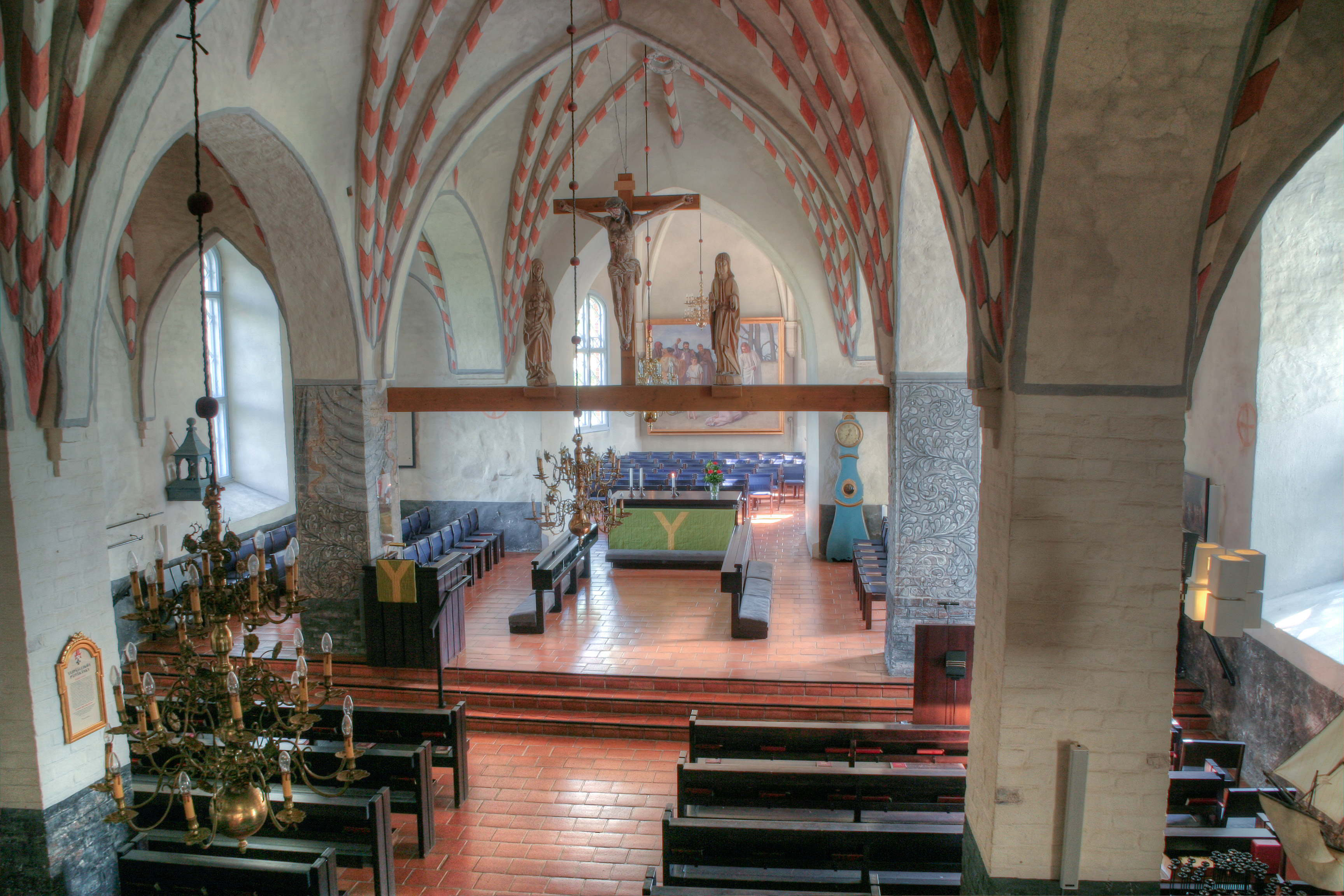
Інтер'єр церкви
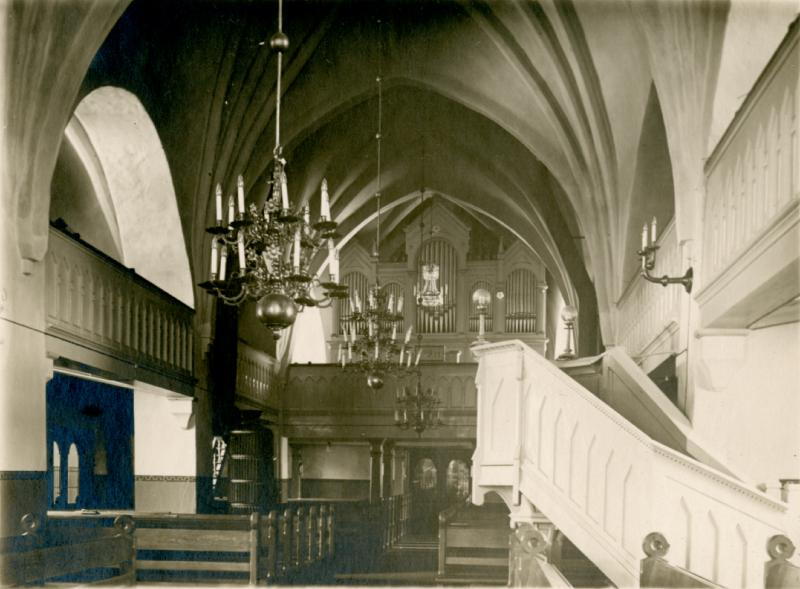
Інтер'єр церкви у 1912 році
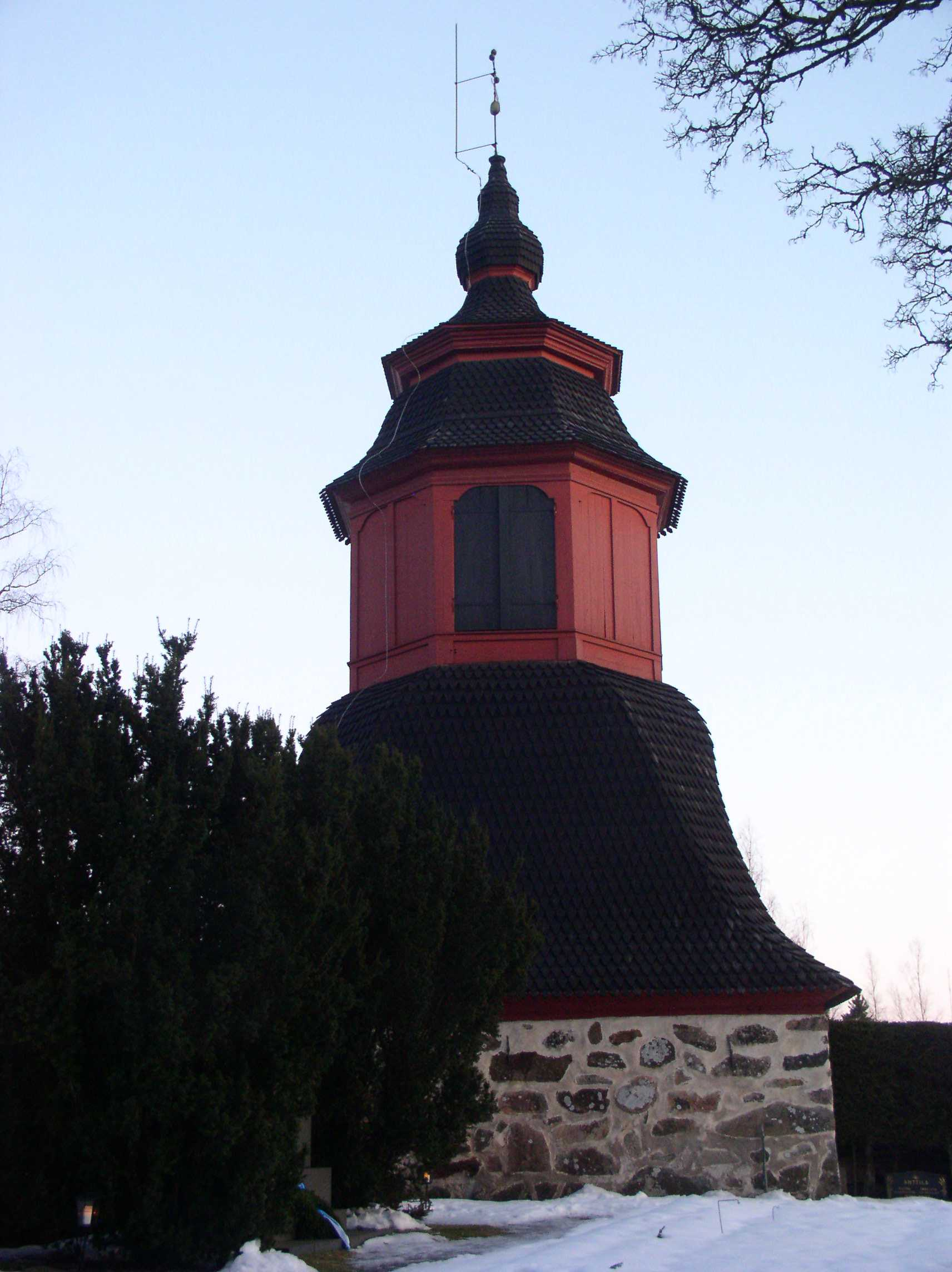
Дзвіниця XVIII століття
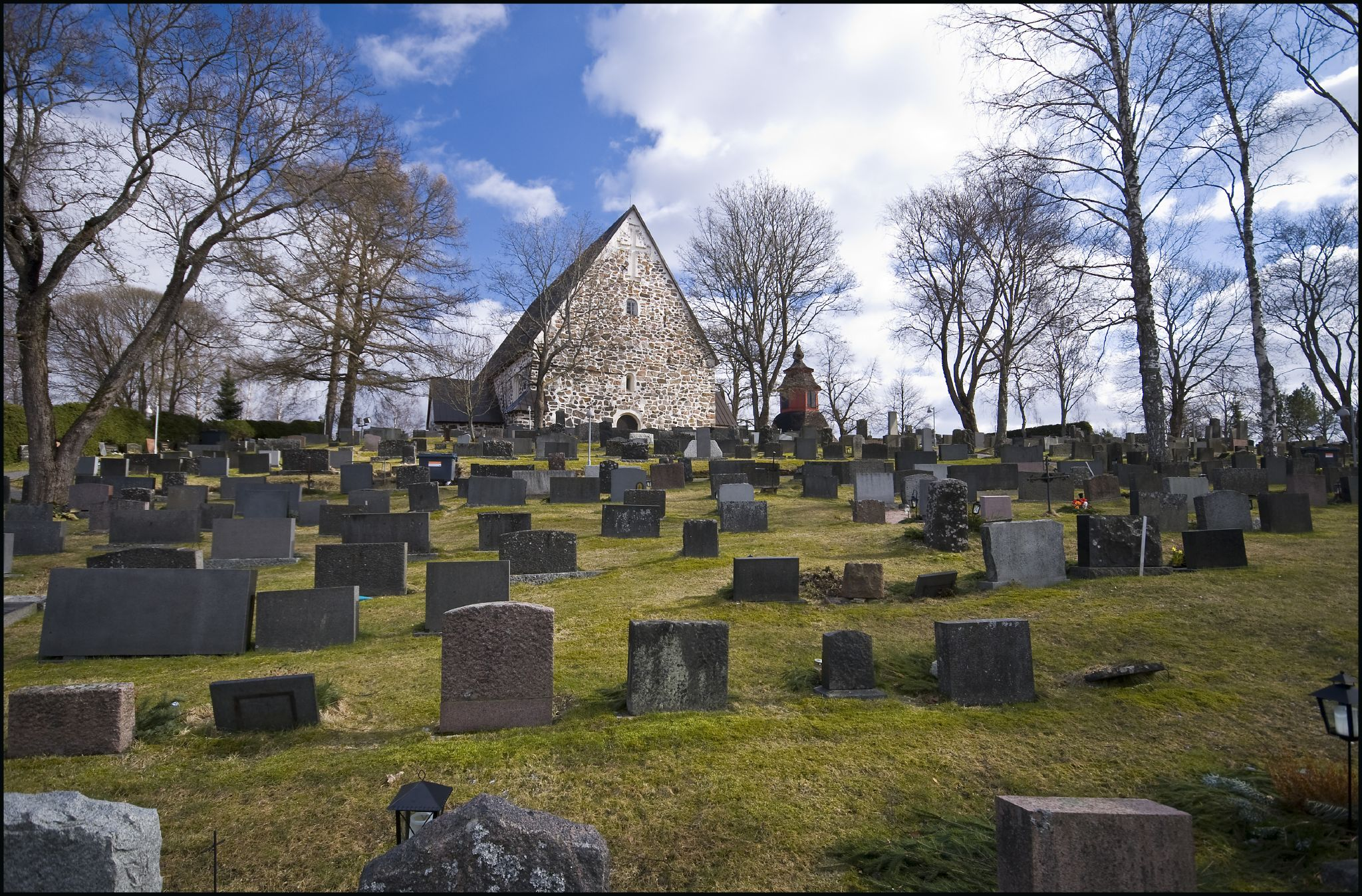
Церква Ліето з боку річки Аурайокі
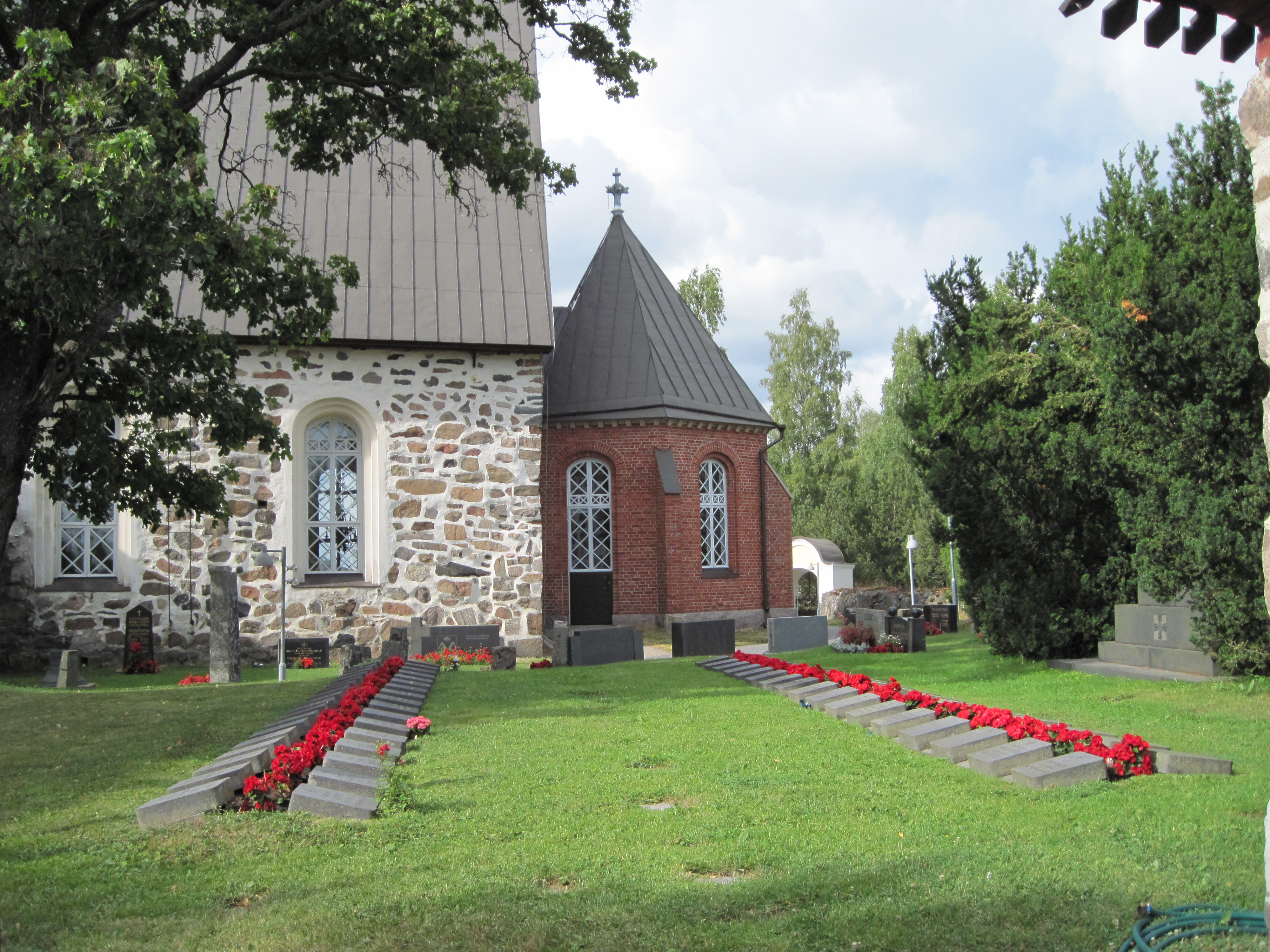
Військовий меморіал